# 马塞尔·兰多夫斯基
马塞尔·弗朗索瓦·保罗·兰多夫斯基（法語：Marcel François Paul Landowski，1915年2月18日—1999年12月23日），又译蓝道斯基，波兰裔的法国作曲家。出生于布列塔尼半岛的菲尼斯泰尔省蓬拉贝，是雕塑家保罗·兰多斯基之子，又是小提琴家、作曲家亨利·维厄当的后代。年少时跟随玛格丽特·朗学习钢琴，1935年进入巴黎音乐学院学习。1966年被当时法国的文化部长安德烈·马尔罗任命为音乐总监，1967年主导创建巴黎管弦乐团。后来又曾担任多个政府职位。1999年在巴黎逝世。
兰多夫斯基的音乐风格保守，因此他担任音乐相关的要职曾引起以布列兹为首的先锋派作曲家们的不满。作品包括五部交响曲、为不同乐器创作的多部协奏曲，以及芭蕾《歌剧魅影》等。